# Любохня (округа Ружомберок)
Любохня (словац. Ľubochňa) — село, громада округу Ружомберок, Жилінський край. Кадастрова площа громади — 113,68 км².
Населення 1053 особи (станом на 31 грудня 2018 року).

## Історія
Любохня згадується 1625 року.

## Географія
Протікає Бистрий потік.

## Населення
| Рік:            | 1994. | 2004.   | 2014.   | 2024.   |
| --------------- | ----- | ------- | ------- | ------- |
| Кількість осіб: | 1065  | 1042    | 1053    | 1045    |
| Різниця:        |       | -2,15 % | +1,05 % | -0,75 % |

| Рік:            | 2023. | 2024.   |
| --------------- | ----- | ------- |
| Кількість осіб: | 1052  | 1045    |
| Різниця:        |       | -0,66 % |